# Bangladeschische Badmintonmeisterschaft 1977
Die Bangladeschische Badmintonmeisterschaft 1977 war die 3. Austragung der nationalen Titelkämpfe im Badminton in Bangladesch. 

## Sieger und Finalisten
| Disziplin       | Gold                                                       | Silber                                                   |
| --------------- | ---------------------------------------------------------- | -------------------------------------------------------- |
| Herreneinzel    | Monoar Ul Alam Babul (Metropolitan BC)                     | Mozammel Haque Montu (Metropolitan BC)                   |
| Dameneinzel     | Rumana Ahmed (Dhaka Badminton Club)                        | Sayeeda Marrium Tareq (Bachelor Club)                    |
| Herrendoppel    | Mozammel Haque Montu Samsul Islam Mehedi (Metropolitan BC) | Monoar Ul Alam Babul Golam Aziz Zilani (Metropolitan BC) |
| Damendoppel     | Rumana Ahmed Saera Banu Munni (Dhaka Badminton Club)       | Parvin Rina (Comilla DSA)                                |
| Mixed           | M. Zaman Rumana Ahmed (Dhaka Badminton Club)               | Tapan Parvin (Comilla DSA)                               |
| Junioreneinzel  | Jakariaul Islam (Dhaka Badminton Club)                     | Narayn (Estern SC)                                       |
| Juniorendoppel  | Kanchon Akhter (Chittagong DSA)                            | Sibu Mohsin (Chittagong DSA)                             |
| Veteranendoppel | A. B. S. Safder M. A. Rakib (Metropolitan BC)              | A. Islam H. A. Mirza (Dhaka Badminton Club)              |